# ワカカガミガイ
ワカカガミガイ（若鏡貝、Dosinia (Bonartemis) juvenilis）は、マルスダレガイ科、カガミガイ属 Dosiniaに属する二枚貝である。貝殻は丸い形で約3cm以下、白地の表面が橙褐色に彩られ艶があり、白い放射模様を帯びるかあるいは白地に橙褐色の放射模様を帯びた個体もある。殻はマルヒナガイよりも若干厚めであるが、オイノカガミほど厚くはなく、盾面は広がらない。ウラカガミガイと似るが、套線の湾入はウラカガミガイほど細く伸びず、殻の小さいものは丸みを帯びる。紀伊半島からオーストラリア南部にかけての砂底の浅海に棲む。